# Luigi II di Francia
Luigi II o Ludovico II, detto il Balbo (1º novembre 846 – Compiègne, 11 aprile 879) è stato re d'Aquitania (867-879), poi re dei Franchi Occidentali, re di Lotaringia e re di Provenza (877-879).

## Origine
Figlio primogenito del re dei Franchi occidentali e futuro Imperatore d'Occidente (875-877), Carlo il Calvo e della prima moglie, la nipote di Adalardo il Siniscalco, Ermentrude (ca. 830-†869), figlia del conte di Orleans, Oddone (o Eudes) I e d'Engeltrude di Fézensac (sorella di Adalardo), forse discendente di Carlo Martello.

## Biografia

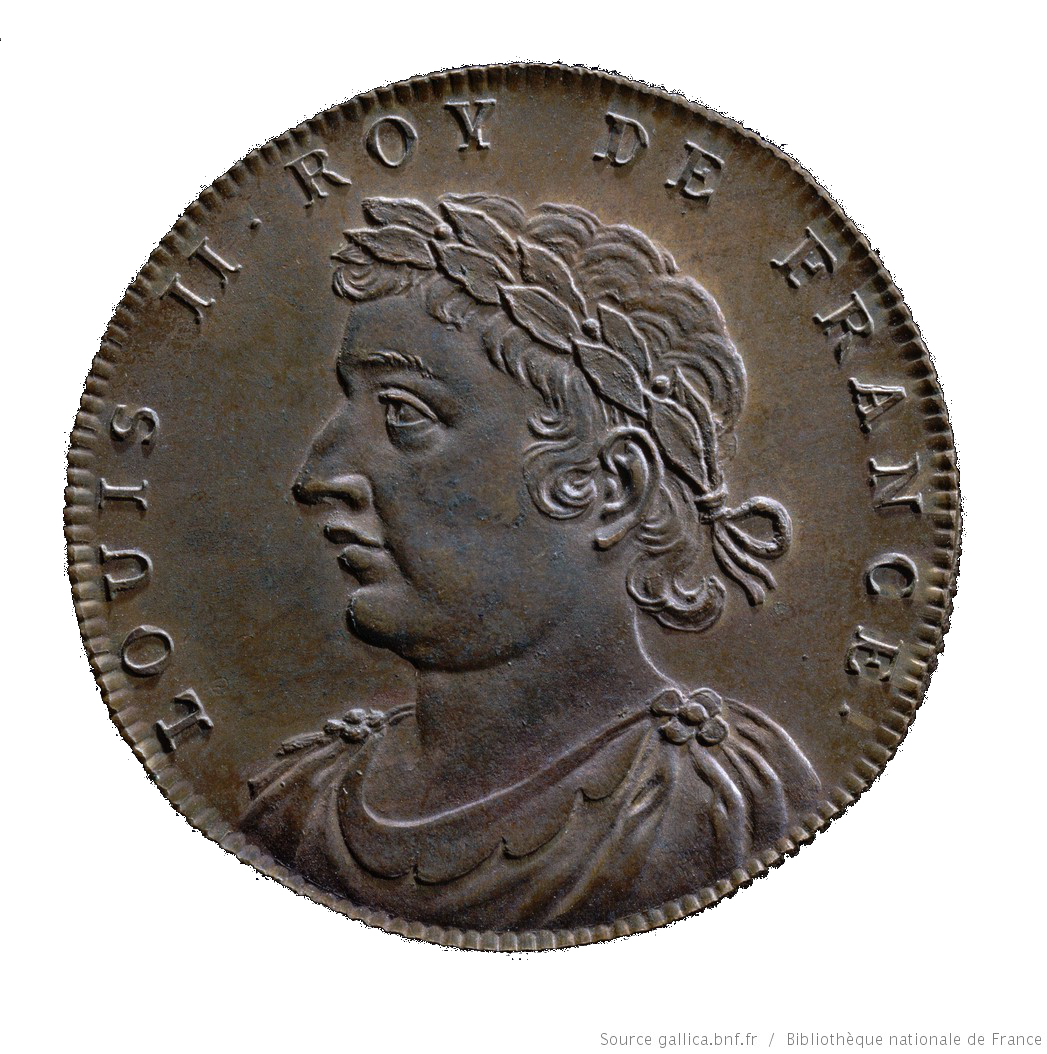
Medaglia seicentesca raffigurante Luigi II.

Nel febbraio dell'856 suo padre Carlo il Calvo, dopo anni di guerre, fece definitivamente pace con il re di Bretagna Erispoë e, secondo gli Annales Bertiniani, la pace fu suggellata dal fidanzamento della figlia primogenita di Erispoe con il figlio primogenito di Carlo, l'erede al trono dei Franchi occidentali Luigi o Ludovico, detto il Balbo, a cui il padre donò il ducato del Maine, creato appositamente per lui e pare che Luigi avrebbe ottenuto anche il titolo di re.
Gli Annales Bertiniani ricordano che Erispoë mori l'anno successivo (857), ucciso dal cugino Salomone e da un altro bretone, Almaro, che si erano ribellati al loro re. L'assassinio di Erispoë da parte di Salomone è confermato anche dalla Chronica Rainaldi Archidiaconi Andegavensis.
A Erispoe successe Salomone che lo cacciò dalla Bretagna e Luigi il Balbo si rifugiò alla corte del padre.
Secondo gli Annales Bertiniani, nell'862, Luigi fu accusato di avere aiutato la sorella Giuditta a fuggire con il conte Baldovino I di Fiandra, per cui dovette abbandonare la corte paterna.
Secondo Rosamond McKitterick, nel suo The Frankish Kingdoms under the Carolingians, 751-987 (1983), in quello stesso anno Luigi capeggiò una ribellione, appoggiata dai Rorgonidi del Maine, contro il padre Carlo il Calvo, che dopo avere vinto revocò a Rorgone II l'amministrazione del ducato del Maine in favore di Roberto il Forte, mentre Luigi fu perdonato e ricevette la contea di Meaux.
Sempre secondo gli Annales Bertiniani nel marzo di quello stesso anno Luigi, di circa sedici anni, contro il volere del padre Carlo il Calvo aveva sposato segretamente la trentaseienne Ansgarda di Borgogna (ca. 826 - ca. 880), figlia del conte Arduino di Borgogna e di Wisemberga e sorella di Oddone, che invece era favorevole al matrimonio; da Ansgarda poi avrebbe divorziato, nell'875, per volere del padre, con la disapprovazione del papa Giovanni VIII, che a Troyes, il 7 settembre 878, si rifiutò di incoronare la nuova moglie, Adelaide del Friuli.
Nell'865 Luigi ottenne di potere governare tutta la Neustria con il titolo di re, e ancora, secondo la McKitterick nel suo The Frankish Kingdoms under the Carolingians, 751-987 (1983), Luigi l'anno dopo fu investito della contea di Autun.
Nell'867, secondo lo storico esperto in genealogie Settipani, succedette sul trono d'Aquitania al fratello, Carlo il Bambino (847–866).
Nell'875, dopo avere divorziato, si sposò in seconde nozze con la figlia del conte di Parigi e marchese del Friuli Adalardo Adelaide del Friuli (850 - 902), menzionata dal cronista Reginone quando ricorda la morte del marito.

Nell'877, a Quierzy, il padre introdusse un certo numero di provvedimenti che, in caso di morte di Carlo il Calvo durante la spedizione che stava per intraprendere in Italia, garantivano la successione di Luigi il Balbo e inoltre ingiungevano allo stesso Luigi di non privare dei privilegi goduti dal padre i figli dei conti che fossero morti nel corso della stessa campagna.

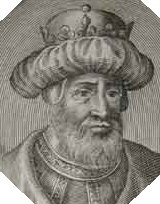
Luigi II.

Nell'877, alla morte del padre, Luigi si trovava a Orville presso Laon e, essendo l'unico figlio maschio superstite di Carlo il Calvo, gli succedette sui troni di Francia, di Lotaringia e di Provenza, mentre suo cugino, il re dei Franchi orientali Carlomanno, anche se un'epidemia aveva colpito il suo esercito si era impadronito della corona d'Italia.
Contravvenendo il capitolare di Quierzy Luigi il Balbo distribuì possedimenti terrieri, contee e abbazie ai suoi seguaci per ingraziarsi la nobiltà; ma quando richiese il giuramento di fedeltà dai suoi nuovi sudditi apprese che i maggiorenti del regno, schierati con Bosone e con l'appoggio della sua matrigna, l'imperatrice vedova, la sorella di Bosone Richilde di Provenza, rifiutarono di prestargli obbedienza. Con l'intermediazione del vescovo di Reims, Incmaro, Luigi riuscì a raggiungere un compromesso con la nobiltà e a riconciliarsi con Richilde, che gli consegnò le insegne reali e l'atto in cui Carlo il Calvo prima di morire aveva nominato Luigi suo erede. Dopo che i maggiorenti gli avevano giurato fedeltà fu incoronato re dei Franchi occidentali a Compiègne da Incmaro l'8 dicembre 877.
Durante il suo regno i vichinghi iniziarono a fare delle incursioni, che dopo la sua morte furono intensificate nel nord del suo regno, dalle loro basi situate nella Frisia Occidentale.
Nonostante fosse stato incoronato una seconda volta dal papa Giovanni VIII al concilio di Troyes, il 7 settembre 878 rifiutò l'invito del papa stesso a recarsi in Italia a combattere i nemici del papa, saraceni e conti ribelli. Dopo avere confermato, nell'878, a Fourons, i termini del trattato di Meerssen con il cugino Ludovico III il Giovane, re dei Franchi Orientali, si apprestava a intraprendere una spedizione contro Bernardo di Gotia, che continuava a rifiutargli obbedienza, quando morì.
Ancora secondo gli Annales Bertiniani Luigi, per una malattia (pare fosse avvelenamento) morì l'11 aprile 879, diciotto mesi dopo la prima incoronazione di Compiègne, nello stesso luogo, confermato anche dagli Annales Fuldenses, che precisano che a Compiegne Luigi fu anche tumulato, lasciando il regno nelle mani dei suoi due figli di primo letto, Luigi e Carlomanno, nonché alla seconda moglie Adelaide incinta di un figlio, che diventerà re dei Franchi occidentali con il nome di Carlo III di Francia. La morte di Luigi il Balbo è ricordata anche da Reginone, che ce ne espone anche un ritratto: principe semplice e mite, amante della pace, della giustizia e della religione.

## Discendenza
Luigi da Ansgarda ebbe 5 figli:
- Luigi III (863-882)[3], re dei Franchi occidentali, morì per una caduta da cavallo.
- Gisella (?-879/884), sposò il conte di Troyes, Roberto, morto in battaglia nel febbraio 886.
- Carlomanno II (867-884)[3], re dei Franchi occidentali, morì per una caduta da cavallo.
- Hildegarda (?-dopo l'896)[3]
- Ermentrude, nata nell'875, madre di Cunigonda (moglie di Vigerico di Bidgau)[3].

e da Adelaide un figlio:
- Carlo III il Semplice (879-929)[3], nato postumo e salito sul trono dei Franchi occidentali 19 anni dopo la morte del padre.

## Ascendenza
|                        |                  |                       | Genitori             |  |  | Nonni |  |  | Bisnonni   |  |  | Trisnonni       |  |
|                        |                  |                       |                      |  |  |       |  |  | Carlomagno |  |  | Pipino il Breve |  |
|                        |                  |                       |                      |  |  |       |  |  | Carlomagno |  |  | Pipino il Breve |  |
|                        |                  | Bertrada di Laon      |                      |  |  |       |  |  | Carlomagno |  |  |                 |  |
| Ludovico il Pio        |                  |                       |                      |  |  |       |  |  | Carlomagno |  |  |                 |  |
|                        |                  | Hildegard             | Geroldo di Vintzgau  |  |  |       |  |  |            |  |  |                 |  |
|                        |                  | Hildegard             | Geroldo di Vintzgau  |  |  |       |  |  |            |  |  |                 |  |
|                        |                  | Hildegard             | Emma d'Alemannia     |  |  |       |  |  |            |  |  |                 |  |
| Carlo il Calvo         |                  | Hildegard             |                      |  |  |       |  |  |            |  |  |                 |  |
|                        |                  | Guelfo I              | Ruthard              |  |  |       |  |  |            |  |  |                 |  |
|                        |                  | Guelfo I              | Ruthard              |  |  |       |  |  |            |  |  |                 |  |
|                        |                  | Guelfo I              | …                    |  |  |       |  |  |            |  |  |                 |  |
| Giuditta di Baviera    |                  | Guelfo I              |                      |  |  |       |  |  |            |  |  |                 |  |
|                        |                  | Hedwig di Baviera     | Isanbard             |  |  |       |  |  |            |  |  |                 |  |
|                        |                  | Hedwig di Baviera     | Isanbard             |  |  |       |  |  |            |  |  |                 |  |
|                        |                  | Hedwig di Baviera     | Thierdrada           |  |  |       |  |  |            |  |  |                 |  |
| Luigi II di Francia    |                  | Hedwig di Baviera     |                      |  |  |       |  |  |            |  |  |                 |  |
|                        | Adrian d'Orléans | Geroldo di Vintzgau   |                      |  |  |       |  |  |            |  |  |                 |  |
|                        | Adrian d'Orléans | Geroldo di Vintzgau   |                      |  |  |       |  |  |            |  |  |                 |  |
|                        | Adrian d'Orléans | Emma d'Alemannia      |                      |  |  |       |  |  |            |  |  |                 |  |
| Oddone d'Orléans       | Adrian d'Orléans |                       |                      |  |  |       |  |  |            |  |  |                 |  |
|                        |                  | Waldrada d'Orléans    | Lamberto di Hornbach |  |  |       |  |  |            |  |  |                 |  |
|                        |                  | Waldrada d'Orléans    | Lamberto di Hornbach |  |  |       |  |  |            |  |  |                 |  |
|                        |                  | Waldrada d'Orléans    | …                    |  |  |       |  |  |            |  |  |                 |  |
| Ermentrude d'Orléans   |                  | Waldrada d'Orléans    |                      |  |  |       |  |  |            |  |  |                 |  |
|                        |                  | Leotardo II di Parigi | Begone di Tolosa     |  |  |       |  |  |            |  |  |                 |  |
|                        |                  | Leotardo II di Parigi | Begone di Tolosa     |  |  |       |  |  |            |  |  |                 |  |
|                        |                  | Leotardo II di Parigi | Alpais               |  |  |       |  |  |            |  |  |                 |  |
| Engeltrude di Fézensac |                  | Leotardo II di Parigi |                      |  |  |       |  |  |            |  |  |                 |  |
|                        |                  | Grimilde              | …                    |  |  |       |  |  |            |  |  |                 |  |
|                        |                  | Grimilde              | …                    |  |  |       |  |  |            |  |  |                 |  |
|                        |                  | Grimilde              | …                    |  |  |       |  |  |            |  |  |                 |  |
|                        |                  | Grimilde              |                      |  |  |       |  |  |            |  |  |                 |  |